# Juloratoriet (roman)
Juloratoriet anses vara ett av Göran Tunströms viktigaste verk och gavs ut 1983. Boken gav Tunström Nordiska Rådets litteraturpris 1984. Boken är en roman och blev filmatiserad 1996.
Det musikaliska verket av J S Bach med samma namn spelar en viktig roll genom hela verket, då musikens betydelse för de viktigaste romanfigurerna framhävs gång på gång av författaren.

## Handling
Boken är en familjeberättelse som sträcker sig över tre generationer under 1900-talet. Boken utspelas, som så många andra av Tunströms romaner, i Sunne. I inledningen får vi möta Victor, som kommit hem på besök till sitt barndoms Sunne.
Kronologiskt tar dock boken avstamp i den tragiska bortgången av Solveig Nordensson, vilken bevittnas av hennes make, Aron, och deras två barn, Sidner och Eva-Liisa. Aron tar förlusten mycket hårt och klarar inte längre av att ta hand om familjens gård, vilket gör att familjen flyttar in till Sunne. Aron får jobb på stadshotellet och Sidner får en kamrat vid namn Splendid, vars personlighet är Sidners motsats. 
Allt eftersom tiden går blir Aron alltmer nedbruten och börjar få syner då han upplever att Solveig kommer tillbaka till honom. Av en slump inleder han en brevväxling med en kvinna i Nya Zeeland vid namn Tessa Schneiderman. Deras korrespondens blir mer och mer intensiv och Tessa blir djupt förälskad i Aron. Hon skickar lockar av sitt hår, pressade blommor och till sist även en medaljong. Samtidigt blir Arons "möten" med Solveig allt fler och han börjar tro att Tessa och Solveig är samma person. Han reser till Nya Zeeland, men på båten får han en uppenbarelse då han inser att Solveig verkligen är död och aldrig kommer tillbaka. Han tar sitt liv genom att hoppa från båten. 
Hemma i Sverige har Sidner hunnit bli äldre och jobbar i en färgaffär. Han blir förälskad i en kvinna vid namn Fanny. De båda tillbringar en natt tillsammans i samband med att Fanny bjudit med Sidner på en resa för att lyssna på Sven Hedin. Sidner blir starkt påverkad av detta intima möte, men relationen till Fanny blir alltmer komplicerad. Hon reser bort från Sunne och ingenting hörs av henne under en tid. Sidner får dock till slut reda på att Fanny rest bort för att föda deras barn. Sidner blir helt förkrossad av detta faktum att han hållits utanför detta och hans förälskelse till Fanny gör honom så småningom mentalt sjuk. Han skriver under den här tiden en mycket självutlämnande dagbok, som han kallar för "Om Smekningar". Han skriver den till sin son, vilken han får se mycket lite av, som en sorts förklaring. 
Efter att ha tillbringat en tid på mentalsjukhus bestämmer han sig för att resa till Nya Zeeland för att förklara för Tessa Schneiderman vad som hände hans far och för att återlämna medaljongen hon gav till Aron.
Selma Lagerlöf har en mindre roll.